# Rhynocoris cuspidatus

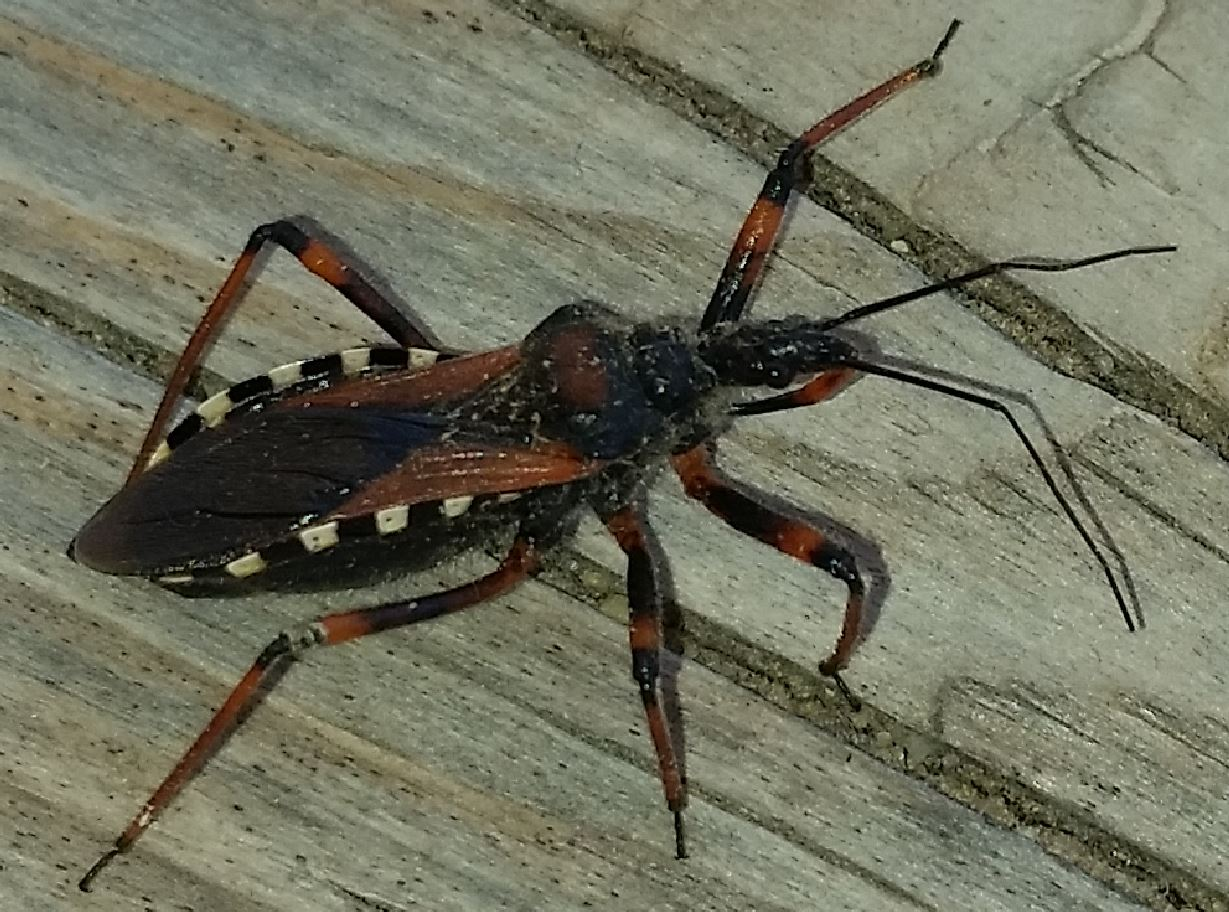
Rhynocoris cuspidatus

Rhynocoris cuspidatus ist eine schwarz-rotbraun gezeichnete Wanzenart aus der Familie der Raubwanzen (Reduviidae).

## Verbreitung und Lebensräume
Das Verbreitungsgebiet der Wanzenart liegt im Mittelmeerraum und reicht von der Iberischen Halbinsel bis nach Kleinasien. Die erwachsenen Tiere sind überwiegend in der Krautschicht anzutreffen. Ihr typischer Lebensraum bilden Feldraine, Weiden, Wiesen und Waldränder. Die Nymphen halten sich dagegen fast ausschließlich am Boden auf und sind unter Steinen, Totholz, in Pflanzenpolstern oder in der lockeren Streu zu finden.

## Merkmale
Die Wanzen der Art Rhynocoris cuspidatus erreichen Körperlängen zwischen 10 und 12 Millimetern. Sie sind groß und kräftig gebaut und zeigen eine variable schwarz-rotbraune Musterung. Kopf und Fühler sind schwarz. Der kräftige Rüssel (Rostrum) ist rotbraun und besitzt eine schwarze Spitze. Das Schildchen (Scutellum) ist schwarz. 
Der Halsschild (Pronotum) ist schwarz mit rotbrauner Mitte. Das Corium und der Cuneus der Vorderflügel (Hemielytren) ist rotbraun, während der Clavus und die Membran schwarz sind. Die Ecken des Pronotums und die Spitze des Scutellums sind weiß umrandet. Die Beine sind schwarz-rotbraun gestreift. Das Connexivum (auf der Seite sichtbarer Teil des Abdomens) ist schwarz mit weißen Flecken. 

## Lebensweise
Die Tiere ernähren sich ausschließlich räuberisch von verschiedenen Insekten. Die Beute wird durch einen auch für den Menschen schmerzhaften Stich rasch abgetötet und ausgesaugt. Die erwachsenen Tiere sind ab Mai bis August zu beobachten.
Die Larven durchlaufen fünf Stadien.

## Entwicklungsstadien
Auf den folgenden Bildern sind mehrere Entwicklungsstadien von Rhynocoris cf. cuspidatus zu sehen.

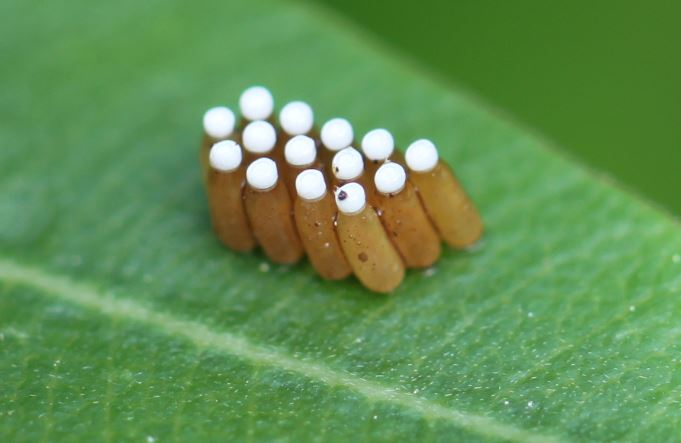
Eigelege an Oleander, 2. Junihälfte
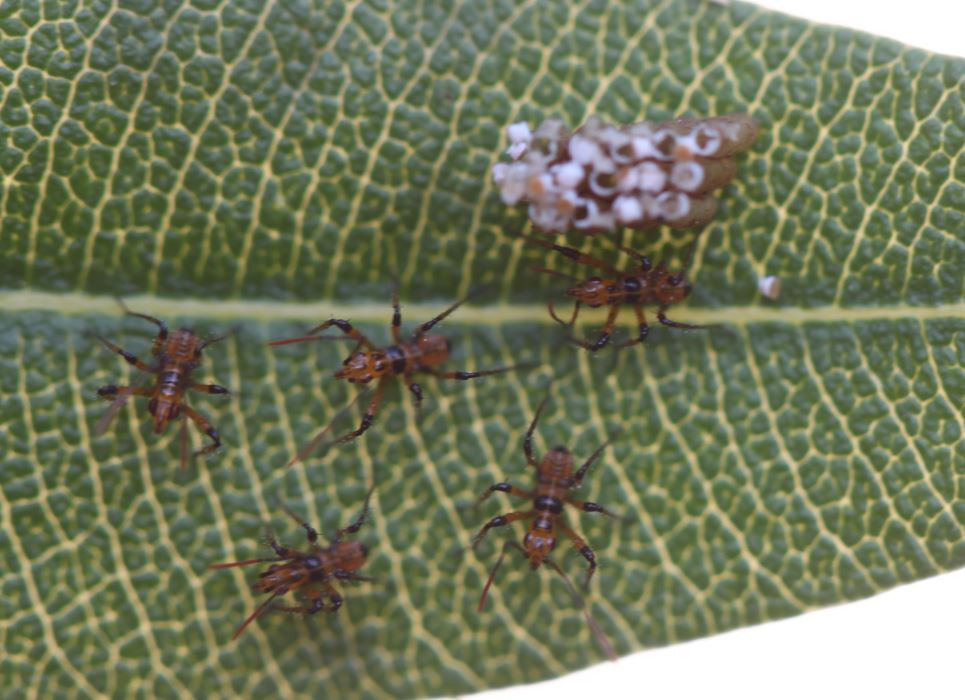
Frisch geschlüpfte Nymphen, Ende Juni
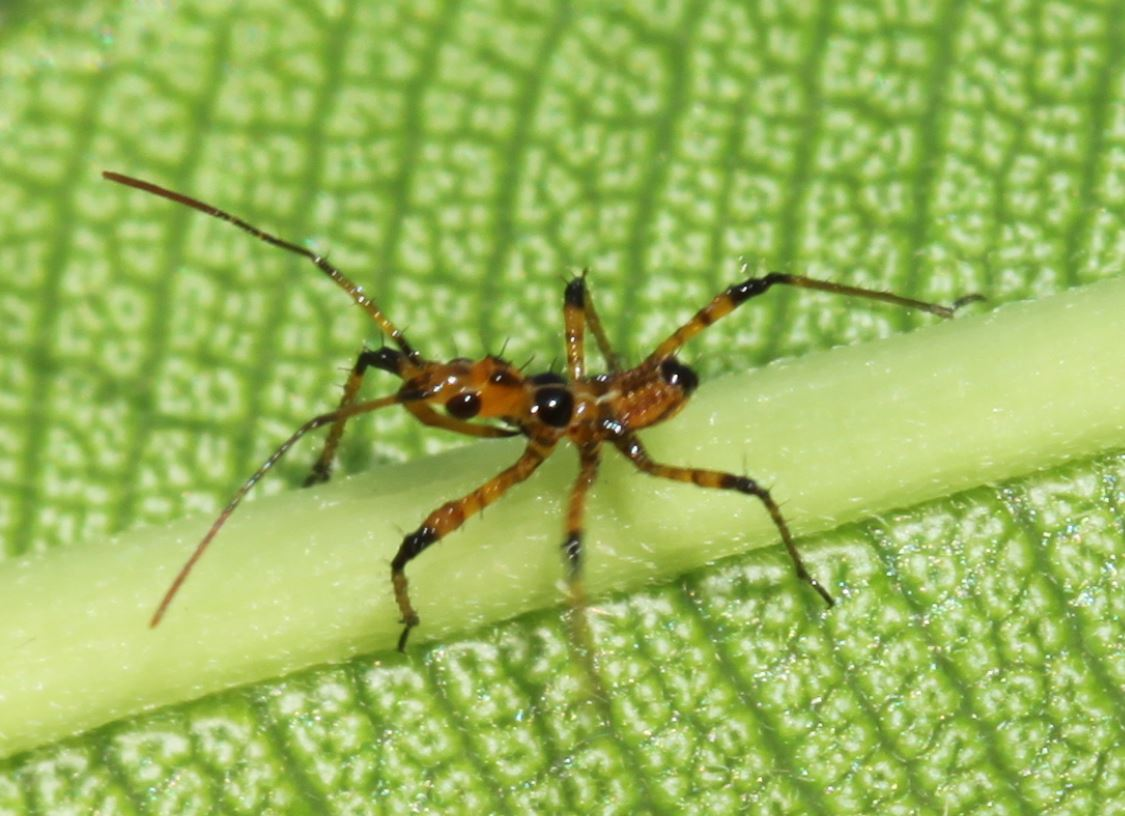
5 Tage alte Nymphe